# Walter Leake
Walter Leake (Albemarle megye, 1762. május 25. – Mississippi, 1825. november 17. vagy 1825. november 6.) az Amerikai Egyesült Államok szenátora (Mississippi, 1817–1820).